# Ceredo
Ceredo est une ville située sur les rives de la rivière Ohio, dans le comté de Wayne, dans l’État de Virginie-Occidentale, aux États-Unis. Elle fait partie de l’agglomération de Huntington (Virginie-Occidentale)-Ashland (Kentucky).
Sa population s’élevait à 1 450 habitants lors du recensement de 2010, estimée à 1 376 habitants en 2016.

## Histoire
La ville a été fondée en 1857 par Eli Thayer et d'autres abolitionnistes, en tant que colonie libre dans un État esclavagiste. Elle doit son nom à la déesse romaine de l'agriculture, Cérès.

## Personnalité liée à la ville
- Virginia Ruth Egnor est décédée à Ceredo en 2001.